# 天主教扎達爾總教區
天主教扎達爾總教區（拉丁語：Archidioecesis Iadrensis）是羅馬天主教以克羅地亞北達爾馬提亞扎達爾為中心的一個總教區。
設於381年，1146年10月17日升為總教區。1932年8月1日起直屬聖座。
2010年有教友160,964人，佔轄區總人口96.3%。教區下轄一百十七個堂區，有一百二十七名司鐸。現任總主教為扎利米爾‧普爾伊奇。